# Алтынту
Алтынту́ (с алт. Алтын туу — «золотая гора») — горный хребет на северо-востоке алтайской горной системы, расположен на востоке Республики Алтай. 
По хребту проходила часть туристического маршрута № 77, популярного планового маршрута времен СССР.

## Этимология
Название происходит от алтайских слов алтын туу, что означает «золотая гора» и считается священной у местного населения. Название горы также связано с ближайшем озером Телецкое.

## География
Длиной хребта составляет около 70 км на северо-востоке Алтайских гор с высотой до 2361 м. На склонах — темнохвойная тайга, выше 1800 м — субальпийское редколесье и тундра. Рельеф хребта среднегорный. Сложен гранитами и различными эффузивами. Склоны хребта крутые и обрывистые. Наивысшая точка — гора Алтынту: 51°20′43″ с. ш. 87°40′45″ в. д..